# Pieni Kannusjärvi
Pieni Kannusjärvi är en sjö i Finland. Den ligger i kommunen Fredrikshamn i landskapet Kymmenedalen, i den södra delen av landet, 130 km öster om huvudstaden Helsingfors. Pieni Kannusjärvi ligger 39 meter över havet. I omgivningarna runt Pieni Kannusjärvi växer i huvudsak blandskog. Arean är 30,7 hektar och strandlinjen är 3,69 kilometer lång. Sjön  ingår i Vehkajokis huvudavrinningsområde. 